# Le Secret des cépages
Le Secret des cépages est un roman de Frédérick d'Onaglia publié en 2004.

## Résumé
En 1976, Pierre, maître de chais, est tué au château Montauban (à Fontvieille, dans les Bouches-du-Rhône) chez les Lescure. Vers 2000, sa fille Gabrielle, veuve, arrive à Lou, son domaine de 7 hectares que Selim entretient. Ce raisin produit le meilleur cru des Lescure. Armand, le fils des Lescure, entre en relation avec Jacques, un industriel. Gabrielle achète le domaine Lou aux enchères, et Selim l'entretient. Victoire Lescure (la mère) reprend 2 hectares du domaine qui lui appartiennent. Le domaine devient une AOC. Jacques construit alors une usine de bouchons près de Fontvieille, mais une tombe préhistorique est trouvée. Victoire revend l'usine à Bordeaux. Gabrielle fait sortir Mamette du centre où elle était depuis 1976 et l'amène à Victoire. Elle dit à tout le village qu'en 1944, Lescure a éliminé un chef de la SS. Vers 1952, le père de Victoire donna 2 hectares à Pierre. Béa, la femme d'Armand, prend la tête de Montauban et donne 6 hectares à Lou pour effacer les rancœurs.